# Le Quotidien (Luxembourg)
 (novembre 2021).
Si vous disposez d'ouvrages ou d'articles de référence ou si vous connaissez des sites web de qualité traitant du thème abordé ici, merci de compléter l'article en donnant les références utiles à sa vérifiabilité et en les liant à la section « Notes et références ».
Pour les articles homonymes, voir Le Quotidien.
Le Quotidien est un journal luxembourgeois en langue française édité par le groupe de presse Lumédia S.A. Le premier numéro est paru le 14 novembre 2001.
Lumédia appartient à 50 % à Editpress et à 50 % au Républicain lorrain. Le Républicain lorrain avait diffusé pendant de longues années une édition locale journalière pour le Luxembourg.
D'après l'étude Plurimedia, en 2022, Le Quotidien touche quotidiennement un public de 17 100 personnes (print & epaper). L'audience total est de 82 800 personnes.
Le tirage par jour est de 9 674 exemplaires.
En 2006, Le Quotidien a touché 1.060,626 € au titre de l'aide de l'État luxembourgeois à la presse.
En 2007, Le Quotidien avait une diffusion journalière de 5.500 exemplaires.
En 2016, Le Quotidien a touché 1.282,631 euros d'aide à la presse, qui compense un effondrement des ventes en kiosque.